# Área militar 212 Santa Fe
El Área militar 212 fue una zona operativa de las Fuerzas Armadas que funcionó durante la última dictadura argentina, con responsabilidad en cinco departamentos de la Provincia de Santa Fe. Formaba parte de la Subzona 21, Zona de Defensa 2 (a cargo del II Cuerpo de Ejército). La unidad a cargo de esta área fue el Comando de Artillería 121 (Cdo A 121), dependiente del Comando del II Cuerpo.

## Circuito represivo del centro norte de la provincia
Constituyó la estructura operativa para la región centro-norte de la provincia de Santa Fe del plan sistemático de represión organizada por la dictadura cívico-militar iniciada el 24 de marzo de 1976. El país fue dividido en cinco zonas de defensa, correspondiendo a esta provincia el Comando de Zona 2, que estaba a cargo del II Cuerpo de Ejército con asiento en Rosario, y con jurisdicción en las provincias de Santa Fe, Entre Ríos, Corrientes, Chaco, Formosa y Misiones 
Esta zona se dividió en subzonas y áreas, comprendiendo a Santa Fe la Subzona 21 y el Área 212 con base en el Comando de Artillería 121, cuya Jefatura, desde el 11 de octubre de 1974 hasta el 26 de noviembre de 1976, estuvo a cargo del Coronel José María González, sucediéndolo en el cargo del Coronel Juan Orlando Rolón. 
Las fuerzas de seguridad (delegación de la Policía Federal, Policía provincial, Servicio Penitenciario provincial) y sus respectivas dependencias, quedaron bajo control operacional del Ejército, y por ende del Área Militar 212. 
En el circuito de represión en Santa Fe tuvieron una importancia fundamental los centros clandestinos de detención situados en la ciudad capital y sus alrededores, cuya existencia ha sido demostrada en la “Causa Brusa”  mediante decenas de testimonios y documentación incorporada como prueba al debate. 

## El plan sistemático
En el llamado “Juicio a las Juntas”, sentencia 13/84, se tuvo por acreditado que: “... los ex comandantes aprobaron un plan criminal por el cual en forma secreta y predominantemente verbal ordenaron a sus subordinaron que: a) privaran de su libertad en forma ilegal a las personas que considerasen sospechosas de tener relación con organizaciones terroristas; b) que las condujeran a lugares de detención clandestinos; c) que ocultaran todos estos hechos a los familiares de las víctimas y negaran haber efectuado la detención a los jueces que tramitaran hábeas corpus; d) que aplicaran torturas a las personas capturadas para extraer la información que considerasen necesaria; e) que, de acuerdo a la información obtenida, dispusieran la libertad, la legalización de la detención o la muerte de la víctima” 

## El eje: la Inteligencia militar y la “comunidad informativa”
El órgano de inteligencia correspondiente a esta jurisdicción fue el Destacamento de Inteligencia 122 a cargo del Coronel Domingo Manuel Marcellini desde el 12/12/75 al 05/12/77, fecha en que asumió el Coronel Antonio Ramón Ricciardi.
El destacamento (DI 122) estaba compuesto por oficiales, suboficiales y Personal Civil de Inteligencia y coordinaba la llamada “comunidad informativa” que integraban la Dirección General de Informaciones de la gobernación (agencia SIDE), y los organismos de inteligencia de la Policía Federal, Policía Provincial, Prefectura Naval, Base Aérea Reconquista y Guardia Rural Los Pumas. 
En los documentos secretos del Ejército, el R.C.9-1, denominado “Operaciones contra elementos subversivos”  establece que “las actividades de inteligencia adquirirán una importancia capital, pues son las que posibilitarán la individualización de los elementos subversivos y su eliminación, y que del mayor o menor esfuerzo de la actividad de inteligencia dependerá en gran medida el éxito de la contrasubversión”. 
La actividad de inteligencia consistía, en primer lugar, en describir al “enemigo” u “oponente”, que englobaba a todos quienes se opusieran al régimen, activa o pasivamente, desde los diferentes ámbitos de la vida social, desde grupos guerrilleros, hasta organizaciones políticas, gremiales, sociales, estudiantiles, etc., que se convertirían en el objetivo de toda la maquinaria represiva. Así lo describe el Anexo 2 del Plan del Ejército, suscripto en febrero de 1976 por los Generales Videla y Viola con el objetivo de planificar el golpe de estado llevado a cabo el 24 de marzo: “Se considera oponente a todas las organizaciones o elementos integrados en ellas existentes en el país o que pudieran surgir del proceso, que de cualquier forma se opongan a la toma del poder y/u obstaculicen el normal desenvolvimiento del Gobierno Militar a establecer.”  
El paso siguiente de la inteligencia consistía en obtener la mayor información de estos grupos sociales, previamente señalados, a fin de confeccionar las listas de las personas que serían detenidas y llevadas a los centros clandestinos de detención, donde la información se retroalimentaba a través de los interrogatorios obtenidos mediante la tortura; asimismo dicha información se obtenía también a través de los agentes de inteligencia que se infiltraban en las diferentes organizaciones sociales de manera encubierta, como quedó acreditado en la “Causa Barcos”.
El Personal Civil de Inteligencia era parte activa con identidad oculta. Las listas de integrantes fueron dadas a conocer en el año 2010, determinándose que 100 agentes encubiertos actuaron en el ámbito del Area 212. El comando central de la inteligencia militar lo constituía el Batallón 601 dependiente del Comando General del Ejército.

## Los centros clandestinos de detenciónen la ciudad de Santa Fe
Desde las denuncias realizadas a la CONADEP en 1983-1984 y con el aporte de testigos sobrevivientes se acreditó en sucesivos juicios que fueron centros clandestinos de detención: la Seccional Cuarta de Policía de Santa Fe, ubicada en la intersección de las calles Tucumán y Zavalla, a cargo de los comisarios Facino y Ferreyra; el edificio de la Guardia de Infantería Reforzada (GIR) en Nicasio Oroño 793 donde funcionaba la Oficina de Coordinación del Área 212, a cargo del comisario José Calixto Perizzotti ; la Seccional Primera de Policía de Santa Fe en Primera Junta y 25 de Mayo; la Seccional Tercera de Policía en Balcarce y Lavalle; la Brigada de Investigaciones de la Policía de Santa Fe, sito en la intersección de las calles Obispo Gelabert y San Martín. 
Existieron también otros centros clandestinos en las afueras de las ciudades de Santa Fe y Santo Tomé, denominados “casitas”, que si bien no pudieron ser localizados, ni reconocidos por las víctimas los inmuebles que fueron objeto de inspección judicial durante los juicios. Uno de ellos, la casa denominada “el Borgia”, que estaría situada en las proximidades de la localidad de San José del Rincón, en el Barrio Villa California y fue confirmada su existencia en la “Causa Cabrera y otros” .
Tal como lo demostró el Tribunal Oral Federal “De esta forma quedó establecido el funcionamiento del circuito clandestino en Santa Fe, que se iniciaba con el secuestro de cada víctima, generalmente desde su domicilio o la vía pública, por parte de un grupo de personas de distintas fuerzas, fuertemente armadas, siempre en forma violenta, mediando golpes y amenazas, para luego ser trasladados esposados, vendados o encapuchados, ocultos en el asiento de atrás de algún vehículo, a alguna de las dependencias utilizadas como primera escala del circuito, mayormente la Comisaría Cuarta, o en algunos casos la Comisaría Primera o la Brigada de Investigaciones, donde permanecían cautivas en pésimas condiciones de detención. 
Por su parte las “casitas”, situadas a las afueras de la ciudad, eran utilizadas en esta primera etapa para efectuar los interrogatorios bajo torturas. Allí eran llevados los detenidos alojados en las dependencias antes mencionadas, generalmente de noche, siendo luego restituidos a esos lugares. Durante esta etapa, las víctimas estaban en condición de desaparecidas pues su detención era clandestina, no figurando su situación en ningún asiento legal, como surge de los libros de guardia reservados en Secretaría y de las decenas de Habeas Corpus rechazados, algunos de los cuales fueron incorporados como prueba al debate. 
Luego de obtener las firmas de declaraciones extraídas bajo tormentos, las víctimas eran alojadas en dependencias de la Guardia de Infantería Reforzada y posteriormente eran trasladados a distintas cárceles, a Coronda en el caso de los hombres y a Devoto en el caso de las mujeres.